# Afranthidium hoplogastrum
Afranthidium hoplogastrum là một loài Hymenoptera trong họ Megachilidae. Loài này được Mavromoustakis mô tả khoa học năm 1934.